# ウラジーミル・コロソフ
ウラジーミル・アレクサンドロヴィッチ・コロソフ（ロシア語: Владимир Александрович Колосов、英語: Vladimir Aleksandrovich Kolossov、1953年10月16日 - ）は、ロシアの政治学者、政治地理学者。

## 経歴
モスクワ大学地理学部で諸外国の政治経済地理学を学び、1975年に卒業。その後もモスクワ大学地理学部の大学院に学び、教授となった。
1982年から1985年まで雑誌『Мысль』の編集長を務め、1985年にソ連科学アカデミー地理学部門 (Института географии АН СССР) の正会員となり、1993年には政治地理学の理論と応用問題の研究に特化したロシア科学アカデミー地理学部門の地政学センター (Центра геополитических исследований Института географии РАН) の初代センター長となった。
コロソフは、ベルギー、イギリス、アメリカ合衆国、フランスの大学でも講義を行い、数多くの国際的な調査や科学的プロジェクトに関与した。2001年、トゥールーズ・ル・ミライユ大学 (Université Toulouse II-Le Mirail)（フランス）客員教授。
2012年8月、ケルンで開催された国際地理学会議において、コロソフは国際地理学連合の会長に選出された。

## 業績
13冊の著作を含め、250点以上の学術的業績があり、そのうち80点以上はロシア国外で出版されている。
- Политическая география: проблемы и методы. Л., 1988.
- Весна-89: География и анатомия парламентских выборов. М., 1990. （共著）
- Россия на выборах: уроки и перспективы. Политгеографический анализ. М., 1995. （共編著）
- Primordialism, territoriality and foreign policy: Russian-Ukrainian relations from the historical perspective 1998.
- Геополитическое положение России: представления и реальность. М., 2000（編著）
- Геополитика и политическая география. Учебник для вузов. М., 2001. （Н. С. Мироненко との共著）
- «Низкая» и «высокая» геополитика/ Отечественные записки. № 3 (4), 2002